# Kamenar Point
Der Kamenar Point (englisch; bulgarisch нос Каменар nos Kamenar) ist eine 650 m lange, schmale und felsige Landspitze an der Davis-Küste des Grahamlands auf der Antarktischen Halbinsel. Sie markiert die Ostseite der Hvoyna Cove und liegt 1,7 km östlich des Wennersgaard Point, 4,2 km südsüdwestlich des Tarakchiev Point sowie 1,95 km nördlich des Sratsimir Hill. 
Deutsche und britische Wissenschaftler kartierten sie 1996 gemeinsam. Die bulgarische Kommission für Antarktische Geographische Namen benannte sie 2016 nach der Ortschaft Kamenar im Nordosten Bulgariens.